# 異世界四重奏
《異世界四重奏》是由《OVERLORD》、《為美好的世界獻上祝福！》、《幼女戰記》、《Re:從零開始的異世界生活》四部異世界輕小說一起演出的電視動畫，于2019年4月9日播放，在第一期完結後同時也釋出第二期製作決定的消息，並加入電視動畫《盾之勇者成名錄》、《這個勇者明明超TUEEE卻過度謹慎》，於2020年1月14日開始播放。於2021年7月釋出劇場版《異世界四重奏〜Another World〜》製作決定消息，於2022年6月10日公開放映。

## 簡介
在某天出現一個神秘的按鈕。按下按鈕後，就會被召喚到另一個世界，與其他異世界召喚來的人聚集在一起。

## 登場人物

### OVERLORD
安茲（聲：日野聰）
小說《OVERLORD》的主角。於第六話起與雅兒貝德一起擔任二班的副班長。能親眼見證昴身上魔女殘香的實體（但自己不知道那是什麼，同時也不受其影響）。
雅兒貝德（聲：原由實）
小說《OVERLORD》內的登場角色之一。於第六話起與心愛的安茲一起擔任二班的副班長。
夏提雅（聲：上坂堇）
小說《OVERLORD》內的登場角色之一。於第六話起與雷姆擔任二班的保健委員。
亞烏菈（聲：加藤英美里）
小說《OVERLORD》內的登場角色之一。於第六話起與阿克婭、昴擔任二班的飼育委員。
馬雷（聲：內山夕實）
小說《OVERLORD》內的登場角色之一。於第六話起與碧翠絲擔任二班的圖書委員。
迪米烏哥斯（聲：加藤將之）
小說《OVERLORD》內的登場角色之一。於第六話起與和真、譚雅擔任二班的風紀委員。
科塞特斯（聲：三宅健太）
小說《OVERLORD》內的登場角色之一。於第六話起與拜斯、諾伊曼、肯尼希和達克妮絲擔任二班的體育委員。
倉助（聲：渡邊明乃）
小說《OVERLORD》內的登場角色之一。於第七話以飼育屋的動物身份登場，因受到昴身上魔女殘香的吸引，特別喜歡啃咬昴的頭。
潘朵拉・亞克特（聲：宮野真守）
小說《OVERLORD》內的登場角色之一。擔任科任老師。
由莉（聲：五十嵐裕美）
小說《OVERLORD》內的登場角色之一。一班的學生，班級委員不明。
露普絲雷其娜（聲：小松未可子）
小說《OVERLORD》內的登場角色之一。一班的學生，班級委員不明。
娜貝拉爾（聲：沼倉愛美）
小說《OVERLORD》內的登場角色之一。一班的學生，班級委員不明。
（CZ）　聲：瀨戶麻沙美
小說《OVERLORD》內的登場角色之一。一班的學生，班級委員不明。
索琉香（聲：佐倉綾音）
小說《OVERLORD》內的登場角色之一。一班的學生，班級委員不明。
安特瑪（聲：真堂圭）
小說《OVERLORD》內的登場角色之一。一班的學生，班級委員不明。
死亡騎士
小說《OVERLORD》內的登場角色之一。於第十話與倉助以飼育屋的動物身份登場，常被阿克婭消滅，不久後自動復活。
塞巴斯（聲：千葉繁）
第二期追加角色。小說《OVERLORD》內的登場角色之一。與威爾海姆擔任學校的工友。
恐怖公（聲：神谷浩史）
第二期追加角色。小說《OVERLORD》內的登場角色之一。擔任生活指導老師，負責懲戒違反校規的學生。

### 為美好的世界獻上祝福！
和真（聲：福島潤）
小說《為美好的世界獻上祝福！》的主角之一。於第六話起與譚雅、迪米烏哥斯擔任二班的風紀委員。
阿克婭（聲：雨宮天）
小說《為美好的世界獻上祝福！》的主角之一。於第六話起與昴、亞烏菈擔任二班的飼育委員。
惠惠（聲：高橋李依）
小說《為美好的世界獻上祝福！》的主角之一。於第六話起與格蘭茲擔任二班的放送委員。
達克妮絲（聲：茅野愛衣）
小說《為美好的世界獻上祝福！》的主角之一。於第六話起與拜斯、諾伊曼、肯尼希和科塞特斯擔任二班的體育委員。
克莉絲（聲：諏訪彩花）
小說《為美好的世界獻上祝福！》的登場角色之一。一班的學生，班級委員不明。
芸芸（聲：豐崎愛生）
小說《為美好的世界獻上祝福！》的登場角色之一。三班的學生（三班裡的學生唯一一位），班級委員不明。
巴尼爾（聲：西田雅一）
小說《為美好的世界獻上祝福！》的登場角色之一。擔任一班的班級導師。
逗之助（聲：生天目仁美）
第二期追加角色。小說《為美好的世界獻上祝福！》的登場角色之一。於第二期轉入二班。
維茲（聲：堀江由衣）
第二期追加角色。小說《為美好的世界獻上祝福！》的登場角色之一。擔任保健老師。

### Re:從零開始的異世界生活
昴（聲：小林裕介）
小說《Re:從零開始的異世界生活》的男主角。於第六話起與亞烏菈、阿克婭擔任二班的飼育委員。
愛蜜莉雅（聲：高橋李依）
小說《Re:從零開始的異世界生活》的女主角。於第六話起擔任二班的班長一職。
帕克（聲：內山夕實）
小說《Re:從零開始的異世界生活》的登場角色之一。
拉姆（聲：村川梨衣）
小說《Re:從零開始的異世界生活》的登場女生角之一。於第六話起與維夏擔任二班的配餐委員。
雷姆（聲：水瀨祈）
小說《Re:從零開始的異世界生活》的登場角色之一。於第六話起與夏提雅擔任二班的保健委員。
碧翠絲（聲：新井里美）
小說《Re:從零開始的異世界生活》的登場角色之一。於第六話起與馬雷擔任二班的圖書委員。
羅茲瓦爾（聲：子安武人）
小說《Re:從零開始的異世界生活》的登場角色之一。擔任二班的班級導師。
菲魯特（聲：赤崎千夏）
小說《Re:從零開始的異世界生活》的登場角色之一。一班的學生，班級委員不明。
萊因哈魯特（聲：中村悠一）
小說《Re:從零開始的異世界生活》的登場角色之一。一班的學生，班級委員不明。
由里烏斯（聲：江口拓也）
小說《Re:從零開始的異世界生活》的登場角色之一。一班的學生，班級委員不明。
威爾海姆（聲：堀內賢雄）
第二期追加角色。小說《Re:從零開始的異世界生活》的登場角色之一。與塞巴斯擔任學校的工友。
貝特魯吉烏斯（聲：松岡禎丞）
第二期追加角色。小說《Re:從零開始的異世界生活》的登場角色之一。冒充家政老師的校外人士。
奧托（聲：天崎滉平）
《異世界四重奏〜Another World〜》追加角色。小說《Re:從零開始的異世界生活》的登場角色之一。
加菲爾（聲：岡本信彥）
《異世界四重奏〜Another World〜》追加角色。小說《Re:從零開始的異世界生活》的登場角色之一。

### 幼女戰記
譚雅（聲：悠木碧）
小說《幼女戰記》的主角。於第六話起與和真、迪米烏哥斯擔任二班的風紀委員。
維夏（聲：早見沙織）
小說《幼女戰記》的登場角色之一。於第六話起與拉姆擔任二班的配餐委員。
拜斯（聲：濱野大輝）
小說《幼女戰記》的登場角色之一。於第六話起與科塞特斯、達克妮絲、諾伊曼和肯尼希擔任二班的體育委員。
格蘭茲（聲：小林裕介）
小說《幼女戰記》的登場角色之一。於第六話起與惠惠擔任二班的放送委員。
肯尼希（聲：笠間淳）
小說《幼女戰記》的登場角色之一。於第六話起與科塞特斯、達克妮絲、拜斯和諾伊曼擔任二班的體育委員。
諾伊曼（聲：林大地）
小說《幼女戰記》的登場角色之一。於第六話起與科塞特斯、達克妮絲、肯尼希和拜斯擔任二班的體育委員。
雷魯根（聲：三木真一郎）
小說《幼女戰記》的登場角色之一。擔任教官。
盧提魯德夫（聲：玄田哲章）
小說《幼女戰記》的登場角色之一。擔任校長。
傑圖亞（聲：大塚芳忠）
小說《幼女戰記》的登場角色之一。擔任副校長。

### 盾之勇者成名錄（第二期登場）
岩谷尚文（聲：石川界人）
第二期追加人物。小說《盾之勇者成名錄》的男主角。於第二期轉入一班的學生，擔任保健委員。
拉芙塔莉雅（聲：瀨戶麻沙美）
第二期追加人物。小說《盾之勇者成名錄》的女主角之一。於第二期轉入一班的學生，班級委員不明。
菲洛（聲：日高里菜）
第二期追加人物。小說《盾之勇者成名錄》的主要角色之一。與死亡騎士、倉助以飼育屋的動物身份登場。

### 這個勇者明明超TUEEE卻過度謹慎（第二期短暫登場）
龍宮院聖哉（聲：梅原裕一郎）
第二期追加人物。小說《這個勇者明明超TUEEE卻過度謹慎》的男主角。學園祭時登場但是校外人士。
莉絲妲黛（聲：豐崎愛生）
第二期追加人物。小說《這個勇者明明超TUEEE卻過度謹慎》的女主角之一。學園祭時登場但是校外人士。

### 我想成為影之強者！（第三期登場）
席德·卡蓋諾／闇影（聲：山下誠一郎）
阿爾法（聲：瀨戶麻沙美）

### 劇場版登場人物
龐大古埃（聲：田中美海）
穿著打扮與惠惠相似的女子。實為《為美好的世界獻上祝福！》中製造機動要塞毀滅者的科學家在意外穿越到該世界後製作出的魔像。
薇拉·米特羅希欣娜（聲：水樹奈奈）
穿著與譚雅相同帝國軍服的女子，因不明原因而穿越到龐大古埃的世界。實為《幼女戰記》中的合眾國特務，打算將魔像帶回原來的世界以消滅帝國並結束戰爭。
亞歷克（聲：森川智之）
謎之男子，因不明原因而穿越到龐大古埃的世界。似乎認識愛蜜莉亞，與四百多年前被封印的嫉妒魔女的有關人物。本名亞歷克·合辛，在《Re:從零開始的異世界生活》世界中被商人們認為是成功的典範，是每個商人都敬仰的偉人。例如安娜斯塔西婭，她甚至特意將「合辛」當作自己的姓氏。

## 動畫
2019年4月9日起，陸續在TOKYO MX、愛知電視台、MBS、BS11、AT-X播放。 第二期於2020年1月14日開始播放。

### 製作
4部作品的登場人物皆二頭身迷你化。4部作品系列小說總銷量超過1600萬本、BD&DVD總銷量超過50萬枚；作品內容都是主角轉生到異世界，其中3部的短篇動畫《OVERLORD迷你動畫》、《幼女戰記迷你動畫》、《Re:從零開始的異世界生活迷你動畫》都是由本作動畫製作公司STUDIO PUYUKAI所製作，這次挑戰4部異世界輕小說一起演出。第二期增加《盾之勇者成名錄》及《這個勇者明明超TUEEE卻過度謹慎》一起演出。

### 主題曲
第1期
片頭曲

作詞、作曲、編曲：大石昌良
主唱：安茲（日野聰）、和真（福島潤）、昴（小林裕介）、譚雅（悠木碧）
片尾曲

作詞：Kagura.A，作曲：前山田健一，編曲：三好啓太
主唱：雅兒貝德（原由實）、阿克婭 （雨宮天）、愛蜜莉雅（高橋李依）、譚雅（悠木碧）
「Hollow Veil」（第5話）
作詞：nonoc & fumio yasuda，作曲：Fumiya Taguchi，編曲：Naoki Echizenya，主唱：nonoc
第2期
片頭曲

作詞、作曲、編曲：大石昌良
主唱：安茲（日野聰）、和真（福島潤）、昴（小林裕介）、譚雅（悠木碧）
片尾曲

作詞、作曲：，編曲：、Hanazabu
主唱：夏提雅（上坂堇）、惠惠（高橋李依）、雷姆（水瀨祈）、維夏（早見沙織）
「sweet pass」（第5話）
作詞、編曲：零，作曲、主唱：安月名莉子

### 各話列表
| 話數   | 日文標題      | 中文標題           | 分鏡                             | 演出   | 作畫監督       | 片尾插畫   |
| 第一期 | 第一期        | 第一期             | 第一期                           | 第一期 | 第一期         | 第一期     |
| ------ | ------------- | ------------------ | -------------------------------- | ------ | -------------- | ---------- |
| 01     |               | 集結！四重奏       | 竹原稔                           | 蘆名實 |                | 篠月忍     |
| 02     |               | 緊迫！自我介紹     | 竹原稔                           | 蘆名實 | 開田裕治       |            |
| 03     |               | 膠著！同班同學     |                                  | 蘆名實 |                | 石田点     |
| 04     |               | 邂逅！同班同學     | 竹原稔                           | 蘆名實 |                | 貓缶       |
| 05     |               | 炸裂！懇親會       | 竹原稔                           | 蘆名實 |                |            |
| 06     |               | 決定！班級委員     | 二瓶真衣（王）                   | 蘆名實 | 東條           |            |
| 07     |               | 實行！班級委員     | 、蘆名實                         | 蘆名實 | 富岡二郎       |            |
| 08     |               | 準備！臨海學校     | 竹原稔                           | 蘆名實 | 悠木碧         |            |
| 09     |               | 享受！臨海學校     |                                  | 蘆名實 |                | 品佳直     |
| 10     |               | 參戰！對手們登場   | 赤羽祐香（王）                   | 蘆名實 |                | 蒼木スピカ |
| 11     |               | 協力！運動會       | 蘆名實                           | 蘆名實 | 三嶋黑音       |            |
| 12     |               | 團結！四重奏       | 蘆名實                           | 蘆名實 | 蘆名實         |            |
| 第二期 |               |                    |                                  |        |                |            |
| 01     |               | 參戰！轉校生       | 竹原稔、蘆名實                   | 蘆名實 |                | 彌南       |
| 02     |               | 潛入！校長室       | A.e.Suck                         | 蘆名實 | 津路參汰       |            |
| 03     |               | 反省！指導室       | 蘆名實、                         | 蘆名實 | だろめおん     |            |
| 04     |               | 窮地！學力測驗     | 竹原稔                           | 蘆名實 |                |            |
| 05     |               | 勤勉！情人節       | 竹原稔                           | 蘆名實 | 大熊猫介       |            |
| 06     |               | 激戰！閃避球       | 二瓶真衣（王）                   | 蘆名實 | 岩元辰郎       |            |
| 07     |               | 興奮！身體檢查     |                                  | 蘆名實 | 最上もが       |            |
| 08     |               | 挑戰！打工         | 、蘆名實                         | 蘆名實 | まったくモー助 |            |
| 09     |               | 調查！第一次當代表 | A.e.Suck                         | 蘆名實 | 吉川和篤       |            |
| 10     |               | 崛起！學園祭       | 竹原稔                           | 蘆名實 | masha          |            |
| 11     |               | 開幕！學園祭       | 竹原稔                           | 蘆名實 | 豐田瑣織       |            |
| 12     |               | 開演！表演時間     | 蘆名實、                         | 蘆名實 | 竹原稔         |            |
| 劇場版 |               |                    |                                  |        |                |            |
| 劇場版 | ANOTHER WORLD | 另一個世界         | 竹原稔、、富山、深谷英作、蘆名實 | 蘆名實 | 、富山、       | 不適用     |

### 藍光與DVD
| 卷數   | 發售日期      | 收錄話數       | 規格編號   | 規格編號   |
| 卷數   | 發售日期      | 收錄話數       | 藍光版     | DVD版      |
| 第一期 | 第一期        | 第一期         | 第一期     | 第一期     |
| ------ | ------------- | -------------- | ---------- | ---------- |
| 上     | 2019年6月26日 | 第1話 ~ 第6話  | ZMXZ-13211 | ZMBZ-13221 |
| 下     | 2019年7月24日 | 第7話 ~ 第12話 | ZMXZ-13212 | ZMBZ-13222 |
| 第二期 |               |                |            |            |
| 上     | 2020年4月24日 | 第1話 ~ 第6話  | ZMXZ-13901 | ZMBZ-13911 |
| 下     | 2020年7月29日 | 第7話 ~ 第12話 | ZMXZ-13902 | ZMBZ-13912 |

## 外部連結
- 「異世界四重奏」電視動畫官方網站 （页面存档备份，存于）（日語）
- 『異世界四重奏』的X（前Twitter）（日語）